# Musée d'histoire naturelle de Croatie
Le musée d'histoire naturelle de Croatie (en croate : Hrvatski prirodoslovni muzej) est le plus ancien et le plus grand musée d'histoire naturelle du pays, ainsi que l'institution principale pour la recherche, la préservation et la collection en histoire naturelle en Croatie. Situé sur la rue Dimitrije Demeter dans le Gornji Grad, l'un des plus anciens quartiers de la capitale croate, Zagreb, il possède l'une des plus grandes collections muséales de Croatie, avec plus de 2 millions d'artéfacts, dont plus de 1,1 million d'exemplaires d'animaux. Fondé en 1846 sous le nom de  « Musée National » , celui-ci a ensuite été divisé en cinq musées, dont trois ont été fusionnés en 1986 pour former les départements du musée d'histoire naturelle de Croatie. Le musée abrite une bibliothèque scientifique ouverte au public et publie le premier journal scientifique d'histoire naturelle en croate, Natura Croatica.
L'exposition permanente du musée comprend des collections minéralogiques, pétrographiques et zoologiques, ainsi que deux expositions permanentes dans l'atrium : la carte géologique de la Croatie et le pôle géologique. Le musée conserve également les restes d'un Néandertalien de Krapina. En 2021, le musée a été fermé en attendant l'achèvement des travaux de reconstruction suite au tremblement de terre de Zagreb en 2020, et a rouvert ses portes en 2024.

## Histoire

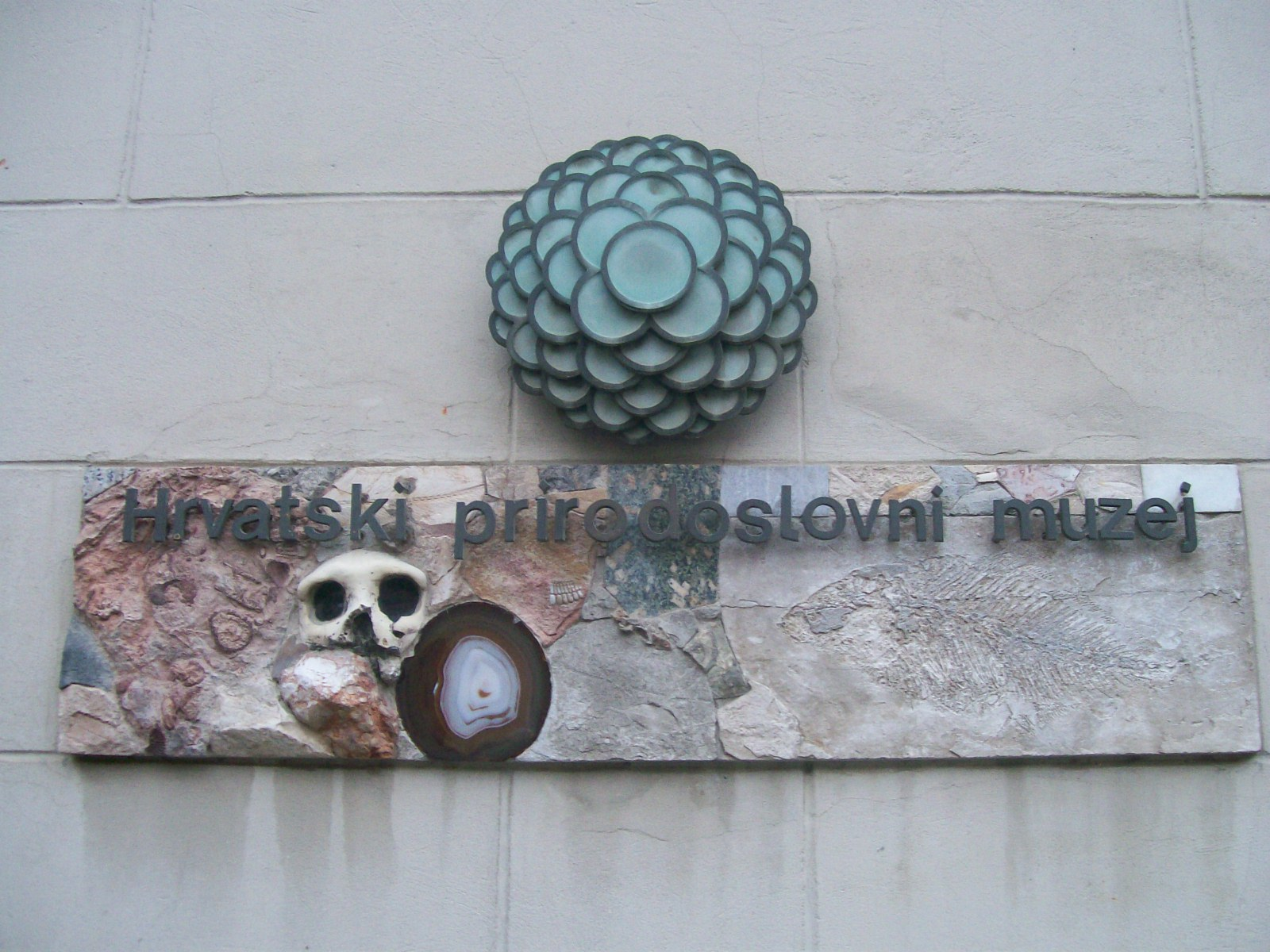
Plaque du musée.

L'histoire du musée débute avec la fondation du « musée National » (Narodni muzej) le 10 septembre 1846, qui est le premier musée consacré aux objets historiques et préhistoriques liés à la Croatie. En 1867, il est transféré à son adresse actuelle. Le musée National se développe et est divisé en cinq nouveaux musées à la fin du XIXe siècle. Trois d'entre eux se consacrent à l'histoire naturelle : le Musée Zoologique National Croate (Hrvatski narodni zoološki muzej), le Musée Géologique-Paléontologique (Geološko-paleontološki muzej) et le Musée Minéralogique-Pétrographique (Mineraloško-petrografski muzej). Ces trois musées sont logés dans le même bâtiment au 1, rue Demeter et, en 1986, ils sont unis pour former le musée d'histoire naturelle de Croatie.
Le bâtiment actuel du musée, le Palais Amadeo, abritait auparavant le théâtre Amadeo, le premier théâtre de Zagreb,. Fondé en 1797 par Antal Amade de Varkony, préfet du comté de Zagreb, il a été actif jusqu'en 1834. En 2000, le théâtre Amadeo est relancé sous la forme d'une série estivale de pièces de théâtre intitulée Scena Amadeo, qui se tient dans l'atrium du musée,.
Malgré une récente rénovation,, le bâtiment du musée a subi des dommages importants lors du tremblement de terre de Zagreb en 2020 et a été provisoirement déclaré inutilisable. De nombreuses expositions ont été endommagées ou détruites lors de ce séisme. À la fin de l'année 2020, les collections du musée ont été transférées dans un bâtiment de stockage spécialement aménagé, en attendant l'achèvement des réparations du Palais Amadeo. En mars 2021, la réouverture du musée est prévue pour la fin de l'année 2023.

## Bibliothèque
Le musée abrite une bibliothèque scientifique ouverte au public. Ses livres les plus anciens, imprimés en Italie au XVIIe siècle, comprennent des œuvres d'Ulisse Aldrovandi, de Niccolò Gualtieri et de Carl von Linné,. La bibliothèque est fondée en 1868 par Spiridon Brusina, alors récemment nommé directeur du musée. Partant d'un modeste corpus acquis auprès de la Bibliothèque nationale, qui ne comptait que trois livres sur la zoologie, Brusina parcourt alors l'ancienne Autriche-Hongrie pour enrichir les collections. En 1875, le musée acquiert la grande bibliothèque et la collection d'histoire naturelle de Francesco Lanza, médecin et archéologue originaire de Split, en Croatie. Brusina prend sa retraite en 1901, après avoir rapporté une collection de 1 800 œuvres en 3 948 volumes trois ans plus tôt. En 1928, la bibliothèque abrite officiellement 5 838 livres en 9 901 volumes. Étant donné que la bibliothèque n'a pas été entretenue de manière professionnelle pendant la guerre de Croatie et n'a pas été inventoriée depuis, il est difficile de connaître le nombre exact de titres qu'elle contient. Une estimation de 1999 évalue le total à 30 000 volumes et 13 100 monographies.

## Revues
En 1885, Brusina mène une initiative pour publier le Journal de la Société d'Histoire Naturelle de Croatie (Glasnik Hrvatskoga naravoslovnoga družtva). Ce journal est publié depuis 1972 sous le titre Periodicum biologorum, et se concentre sur la biologie et la biomédecine, la foresterie et la biotechnologie,. En 1992, le musée commence à publier Natura Croatica, une revue académique en biologie et en géologie. Ce journal d'histoire naturelle est le premier de son genre en Croatie, malgré l'existence de sept musées d'histoire naturelle. Il est publié trimestriellement en anglais, avec des contributions de chercheurs croates et étrangers.

## Collections

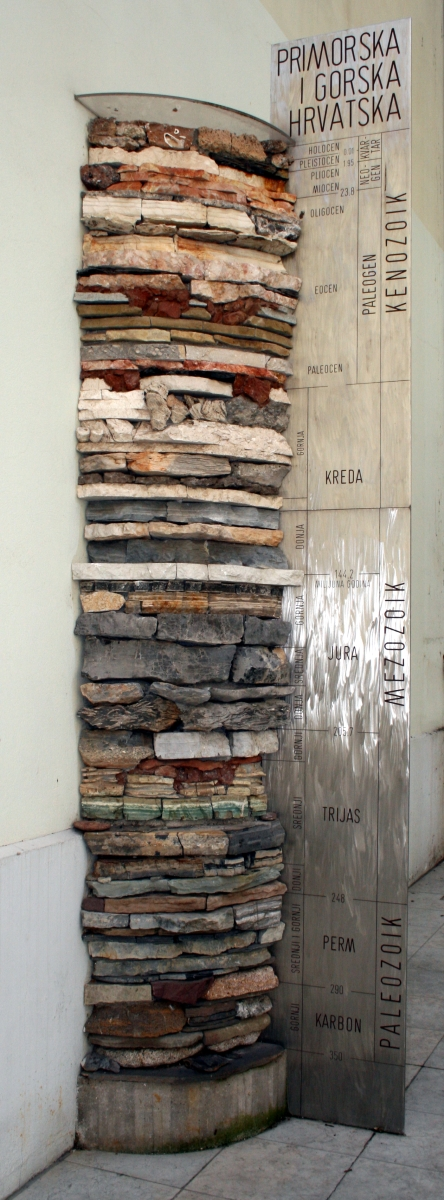
Échantillons de roches de la Croatie littorale et de la région de Gorski Kotar classés par âge.

Le musée est divisé en départements minéralogique-pétrographique, géologique-paléontologique, zoologique et botanique. Les trois premiers sont les successeurs des musées issus du Musée National du XIXe siècle, tandis que le département botanique est établi en 1990.
Les collections du musée comptent plus de 2 millions de roches, minéraux, fossiles et autres artéfacts rassemblés à travers le pays. La collection zoologique comprend 1 135 000 spécimens d'animaux, incluant une banque de tissus pour l'analyse génétique,. Elle conserve également les restes de l'homme de Néandertal découverts près de Krapina par Dragutin Gorjanović-Kramberger, ancien directeur du musée National. Les restes originaux sont conservés dans le coffre-fort du musée, tandis qu'une réplique est exposée au musée de Krapina,.
L'exposition permanente du musée englobe des collections minéralogiques et pétrographiques, ainsi qu'une collection d'animaux, dont la majorité date du XIXe siècle. La collection zoologique se trouve au deuxième étage du musée. Elle inclut le squelette d'une phoque moine méditerranéen, d'un requin pèlerin originaire de la mer Adriatique et d'un macareux atlantique, un oiseau aujourd'hui présent dans les régions arctiques, mais qui aurait niché en Adriatique au XIXe siècle.
Les collections minéralogiques et pétrographiques sont réparties en trois expositions. « De la collection au musée » (Od zbirke do muzeja) met en avant le travail des minéralogistes et pétrographes croates à travers l'histoire, incluant une carte géologique de Moslavačka gora en Croatie centrale réalisée par Ljudevit Vukotinović, ainsi que les travaux de Đuro Pilar, l'un des premiers géologues académiques croates. « L'Empire des minéraux » (Carstvo minerala) présente une collection de minéraux classés par lieu de découverte, incluant des collections d'agate de Lepoglava et d'opale, des pierres précieuses rares en Croatie. « La planète rocheuse Terre » (Stjenoviti planet Zemlja) est organisée par types de roches et contient également des météorites, de la lave du Vésuve et des spéléothèmes. En 2014, les expositions sont rendues accessibles aux personnes aveugles.
L'atrium du musée abrite deux expositions : la Carte géologique de la Croatie (Kamenospisna karta Hrvatske) et le Pôle géologique (Geološki stup). La Carte géologique de la Croatie est une carte mosaïque assemblée à partir de divers morceaux de roche trouvés en Croatie, formant la silhouette du pays.

## Expositions

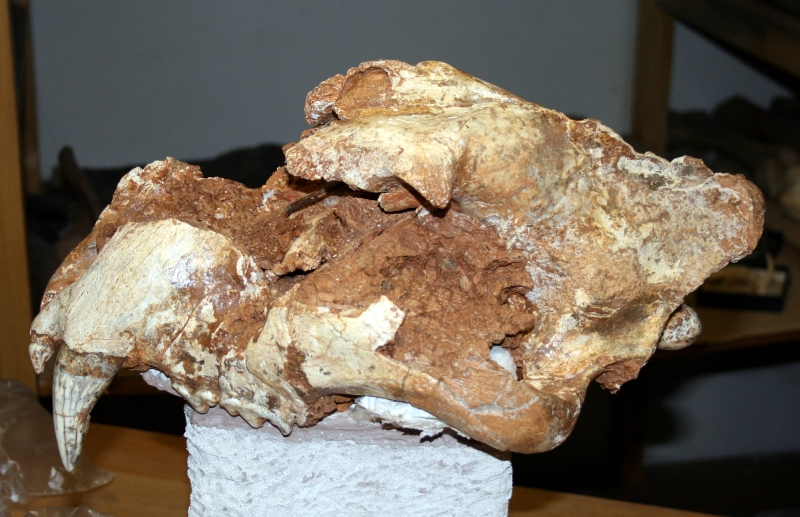
Crâne d'un lion des cavernes eurasiatique, exposé au musée d'histoire naturelle de Croatie.

Les expositions du musée d'histoire naturelle de Croatie incluent  « Dormice: in Biology and the Kitchen » et « La fosse aux lions », qui présente les restes d'un lion des cavernes (Panthera spelaea) découverts dans la grotte de Vrtare Male, près de Dramalj, en Croatie. Avec une longueur de corps de 3,6 m, ce lion était, au moment de sa découverte, considéré comme l'un des plus grands jamais trouvés dans le monde. Une autre exposition présente la reconstruction d'un mégalodon, un requin géant éteint découvert dans les plaines du nord de la Croatie, où se trouvait autrefois l'océan Paratéthys. En 2006, le musée organise la première exposition mondiale sur les ectoproctes, intitulée  « La dentelle de Neptune ». En 2009, les visiteurs ont eu l'occasion d'admirer des fossiles de crocodiles provenant de l'île de Pag, tandis qu'en 2013, quatre-vingts serpents vivants appartenant à l'éleveur slovène Aleš Mlinar sont exposés.
Le musée participe à la Nuit des musées en Croatie (Noć muzeja), un événement annuel qui permet au public de visiter gratuitement de nombreux musées du pays pendant une nuit. Lors de l'événement de 2014, le musée accueille plus de 11 000 visiteurs.

## Note et références

### Note
- (En) Cet article est partiellement ou en totalité issu de l’article de Wikipédia en anglais intitulé « Croatian Natural History Museum » (voir la liste des auteurs).